# 第11回アフリカン・アメリカン映画批評家協会賞
第11回アフリカン・アメリカン映画批評家協会賞は、2013年の映画を対象としており、2013年12月13日に発表された。

## 受賞一覧
※受賞者は太字

### 作品賞トップ10
- 『それでも夜は明ける』
  - 『大統領の執事の涙』
  - 『マンデラ 自由への長い道』
  - 『アメリカン・ハッスル』
  - 『ゼロ・グラビティ』
  - 『フルートベール駅で』
  - 『ダラス・バイヤーズクラブ』
  - 『ウォルト・ディズニーの約束』
  - 『ファーナス/訣別の朝』
  - 『42 〜世界を変えた男〜』

### 監督賞
- スティーヴ・マックイーン - 『それでも夜は明ける』

### 主演男優賞
- フォレスト・ウィテカー -『大統領の執事の涙』

### 主演女優賞
- サンドラ・ブロック - 『ゼロ・グラビティ』

### 助演男優賞
- ジャレッド・レト - 『ダラス・バイヤーズクラブ』

### 助演女優賞
- オプラ・ウィンフリー - 『大統領の執事の涙』

### ブレイクアウト演技賞
- ルピタ・ニョンゴ - 『それでも夜は明ける』

### 脚本賞
- ジョン・リドリー - 『それでも夜は明ける』

### 音楽賞
- 『クリスマスの贈り物』

### インディペンデント映画賞
- 『フルートベール駅で』

### ワールド映画賞
- Mother of George ナイジェリア

### アニメーション映画賞
- 『アナと雪の女王』

### ドキュメンタリー映画賞
- American Promise

### 特別賞
- パリス・バークレイ
- ゾラ・マシャリキ
- シェリル・ブーン・アイザックス
- ボブ・ワインスタイン
- ハーヴェイ・ワインスタイン

### ロジャー・イーバート賞
- ジャスティン・チャン